# Azolette
Azolette é uma comuna francesa na região administrativa de Auvérnia-Ródano-Alpes, no departamento de Ródano. Estende-se por uma área de 4,18 km². Em 2010 a comuna tinha 121 habitantes (densidade: 28,9 hab./km²).